# حسام الدين التيمورشي

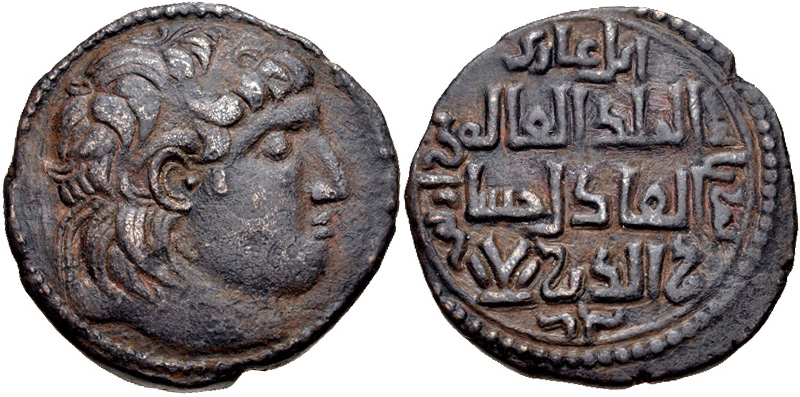
عملة حسام الدين التيمورشي. تمثال نصفي على اليمين متوج على الطراز السلوقي. اسم وألقاب تمورش في أربعة أسطر وفي الهوامش.

حسام الدين التيمورشي كان أميرًا أرتقيًّا تركيًّا في ماردين (1122 - 1154 م) وأميرًا على حلب (1124 - 1125 م).

## السيرة

### الحياة المهنية المبكرة

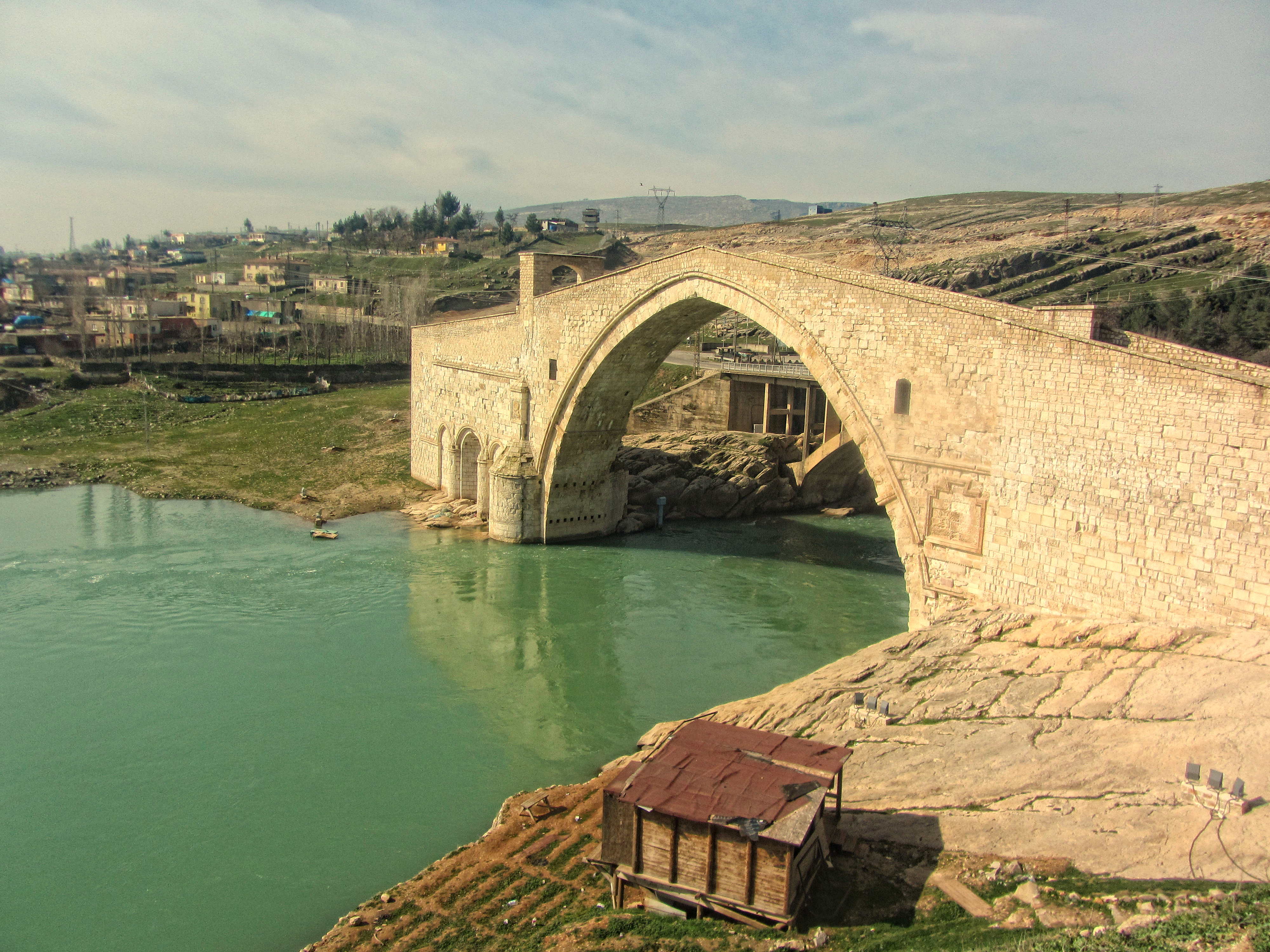
بُني جسر مالابادي التاريخي على يد حسام الدين التيمورشي.

وكانت المصادر الرئيسة لحكمه هي تاريخ ابن الأزرق الفارقي وابن الأثير، بالإضافة إلى ميخائيل السرياني، وابن الفرات، والأعظمي، وابن العديم.
كانت مهمته الأولى، وهو لا يزال شابًّا صغيرًا، في عام 1111/1112 م، عندما أُرسل سفيرًا إلى السلطان السلجوقي محمد الأول طبر أن يتوسط في مصير دبيس بن صدقة. ثم رافق والده إلغازي إلى حلب في عام 1118 وبقي في المدينة مؤقتًا كحاكم بينما ذهب والده إلى ماردين لطلب التعزيزات.
عند وفاة والده في عام 1122 م، وفي طريقه إلى ميافارقين، أصبح التيمورشي حاكمًا لماردين، بينما أصبح شقيقه شمس الدولة سليمان حاكمًا لميافارقين. وعندما توفي ابن عمه بيليك غازي أثناء حصار منبج في 6 أيار 1124، حمل التيمورشي، الذي كان يرافقه، جثته إلى حلب في اليوم التالي، ومن ثم أصبح حاكمًا للمدينة.
قرر التيمورشي إطلاق سراح بلدوين الثاني ملك القدس، الذي أسره بيليك. وقد عهد التيمورشي إلى السلطان أمير شيزر ببدء المفاوضات مع عائلته لإطلاق سراح بلدوين. وبموجب اتفاقهما، كان على بلدوين أن يدفع 80 ألف دينار وأن يتنازل عن أتارب وزردنا وأعزاز وغيرها من الحصون الأنطاكية للتيمورشي. كما وعد بلدوين أيضًا بمساعدة التيمورشي ضد الأمير دبيس بن صدقة. بعد دفع ربع فدية بالدوين وتسليم اثني عشر رهينة (بما في ذلك ابنة بالدوين الصغرى إيوفيتا وجوسلين الثاني) إلى تيمورتاش لتأمين دفع الباقي، أُطلق سراح بالدوين في 29 آب 1124 م.
ومع ذلك، هُزم تيمورتاش في وقت لاحق على مشارف حلب على يد القوات الموالية للسلطان السلجوقي المحلي، والأمير دبيس بن صدقة، حلفاء الصليبيين الآن. فر التيمورشي، بدعم قليل جدًا، في آب 1124 إلى ماردين، بينما وصل القاضي  الخشاب إلى السلطة في حلب اسميًا باسم التيمورشي.
طلب التيمورشي المساعدة من أخيه سليمان في ميافارقين في أيلول 1124، لكن الأخوين لم يتفقا وتُركت حلب لمصيرها. توفي سليمان في ميافارقين أواخر سنة 1124 أو أواخر سنة 1130، واعتُرف بالتيمورشي في تلك المدينة.
في عام 1125، أرسل قاضي حلب سفارة تطالب بعودة التيمورشي أثناء حصار حلب، لكنه سجن السفراء، على ما يبدو منزعجًا من شكواهم. فهربوا ثم ذهبت السفارة إلى آق سنقر البرسقي، أتابك الموصل، الذي عرض عليه الحكومة، التي سرعان ما استولى عليها وحكمها لفترة من الوقت حتى اغتيل على يد جماعة الحشاشين في تشرين الثاني 1126.

### التفاعلات مع الزنكيين

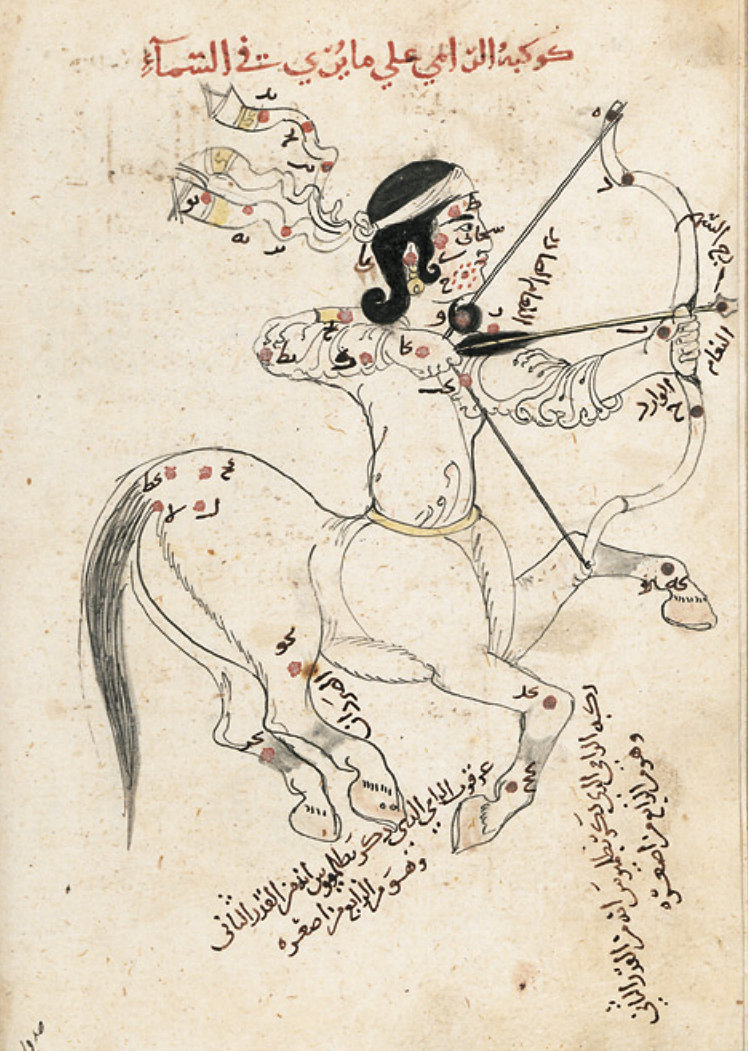
“علامة القوس” للصوفي في كتابه صور الكواكب الثابتة لأرتقي ماردين 1131م.

عندما أصبح عماد الدين زنكي أتابك الموصل، حاصر نصيبين، التي كانت تابعة للتيمورشي، الذي طلب المساعدة من ابن عمه ركن الدولة داود [الإنجليزية]، ووعده بحكم المدينة. اعترض زنكي حمامة زاجلة أرسلها التيمورشي إلى حاكم نصيبين، واستبدل الرسالة برسالة تجبر الحامية على الاستسلام لقواته. وقد أدى هذا النجاح الذي حققه زنكي، والذي تبعه فتح حلب في عام 1128، إلى إجبار أمراء الأرتقيين على التحالف فيما بينهم ومع أمراء التركمان الآخرين.
في عام 1130، وُقع تحالف مع الإلديين، حُكام آمد، وزعماء تركمان آخرين ضد زنكي؛ لكن عماد الدين زنكي هزم الجيش المشترك في ساروج، وفتح الأتابك المدينة مع دارا. انتهى التحالف مع التيمورشي وعاد كل منهما للتعامل مع شؤونه الداخلية، حيث قبل التيمورشي هيمنة زنكي.
في عام 1134، انخرط زنكي في شؤون الأرتقيين، وتحالف مع التيمورشي ضد ابن عمه داود، حيث اشتبكوا مع داود على مشارف آمد، وهُزم داود؛ أخذ زنكي قلعة الصور التي سلمها إلى التيمورشي إلى جانب مواقع أصغر أخرى. وبمجرد أن غادر زنكي آمد، غضب داود بسبب الأراضي المفقودة، فشن حملة ضد ابن عمه مما أجبره على هدم ضواحي ميافارقين، لأنه اعتقد أنه لا يستطيع الحفاظ على هذه الأجزاء ضد نهب منافسه.
بعد عام 1136، نأى التيمورشي بنفسه عن زنكي. وفي سنة 1136/1137م، غزا حتاخ، آخر حصن للأكراد المروانيّة في آمد، ثم ظهر في خدمته بعض أفراد الأسرة المروانية. في عام 1138/1139 م، فر حاكم نصيبين الزنكي أبو بكر إلى إمارة التيمورشي وطلب اللجوء بسبب تهديدات زنكي له. إثر ذلك طالب زنكي بتسليم الهارب، فرفض التيمورشي ذلك. ثم ذهب الأتابك إلى ماردين، ولم ينجُ التيمورشي إلا بتسليم دارا وعرض تحالف زواج من خلال ابنته، ومن ثم، وفقًا لابن الأزرق، تجنب استسلام أبي بكر.
وفي سنة 1141/1142م توصل إلى اتفاق مع ابن عمه ركن الدولة داود. وفي هذه الأثناء طلب زنكي من التيمورشي إرسال قائد يدعى حبشي، وهو الطلب الذي لم يُعرف سببه، وانتهى باغتيال حبشي في معسكر زنكي. وبدا أن أمير ماردين كان يسعى إلى التحالف مع داود وجوسلين الثاني كونت الرها، الأمر الذي عارضه زنكي. وكانت أسباب الصراع أخرى معروفة، فوفقًا لابن الأثير، غادرت مجموعة كبيرة من الفلاحين الموصل للاستقرار في ماردين؛ فطلب زنكي عودتهم، لكن التيمورشي رفض، وقال إنه لا يتقاضى منهم سوى عُشر الحصاد، ولو فعل زنكي الشيء نفسه لما غادروا. وأكد زنكي أن التيمورشي لن يتمكن، بدون مساعدته، من تجنب غزو المدينة على يد الصليبيين؛ الأمر الذي دفعه في النهاية إلى إعادة الفلاحين.
وفي سنة 1144م توفي ابن عمه ركن الدولة داود، واستولى زنكي على كل أراضيه تقريبًا بين حصن كيفا وخربوط. انتهت محاولة التحالف بين كارا أرسلان، ابن داود وخليفته، والتيمورشي وكونت الرها، بدخول زنكي لعاصمة مقاطعة الرها. في عام 1145/1146 م. تقدم الزنكي ضد ميافارقين لكنه انسحب، حيث كان ذلك على الأرجح مجرد استعراض للقوة. وقد حسم اغتيال الزنكي في قلعة جعبر عام 1146 الأمر.
وبمجرد علمه بوفاة الأتابك، خرج التيمورشي مع قواته التركمان واحتل بعض الأراضي مثل خاني وسيوان قبل أن يتمكن خليفة زنكي في الموصل، ابنه سيف الدين غازي الأول، من ترسيخ سلطته. احتل التيمورشي مدينة سيرت في عام 1146 ثم سلمها بعد عام إلى كارا أرسلان.

### السنوات اللاحقة
في عام 1148/1149، تعرض التيمورشي لهزيمة قاسية أمام سيف الدين غازي من الموصل الذي وصل إلى ماردين بهدف استعادة جميع أراضي والده؛ وقبل أن يحقق أي شيء حاسم توفي في عام 1149 في الموصل. وبعد فترة وجيزة اعترف أمير أميدا، كارا أرسلان، بسيادة أمير ماردين، ثم حوالي عام 1150 غزا مدينة صمصاد عندما أسر نور الدين الزنكي كونت الرها، جوسلين الثاني. قبل وفاته بقليل، تلقى التيمورشي في عام 1152 من الخليفة المقتفي أثوابًا وشهادات تثبت اعتراف الخلافة بممتلكاته (خلعة).

## طالع أيضًا
- جسر مالابادي [الإنجليزية]

## ملحوظات
1. ↑  حتى ابن عمه بدر الدولة سليمان، الذي كان حاكمًا على حلب من عام 1122 إلى عام 1123، والذي شعر بالإذلال بسبب إبعاده من منصبه على يد بيليك، لم يقف إلى جانبه.